# Newport (Oregon)
Newport – miasto w Stanach Zjednoczonych, w stanie Oregon, siedziba administracyjna hrabstwa Lincoln.